# آتشکده شیان
آتشکده شیان نام منطقه‌ای توریستی در شهرستان شاه‌آباد غرب است و واقع در دهستان شیان در شمال غربی روستای قلعه شیان است و به عنوان یکی از مناطق توریستی استان کرمانشاه و این شهرستان شناخته می‌شود. آتشگاه از نوع آدورانی و مربوط به اواخر دوره اشکانی و اوایل دوره ساسانی بوده و محل پرستش سه الهه آناهیتا، میترا و اهورامزدا بوده‌است.